# Limbodessus silus
Limbodessus silus är en skalbaggsart som först beskrevs av Watts och William F. Humphreys 2003.  Limbodessus silus ingår i släktet Limbodessus och familjen dykare. Inga underarter finns listade i Catalogue of Life.